# Дедка желтоногий
Дедка желтоногий, или речник желтоногий, или длиннохвост желтоногий (лат. Gomphus flavipes), — вид разнокрылых стрекоз из семейства дедок (Gomphidae).

## Описание

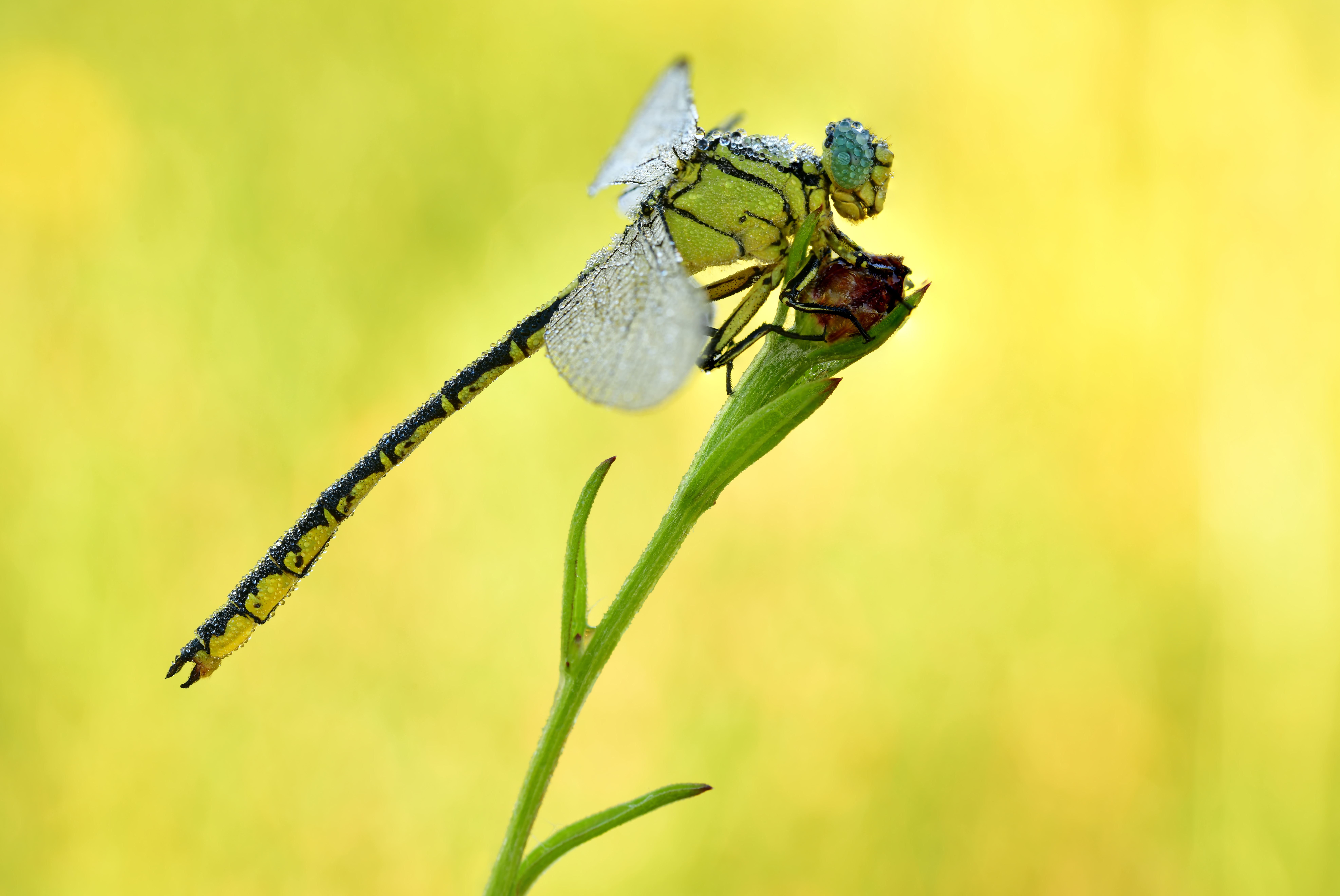
Вид сбоку

Стрекозы средней величины. Длина составляет 50—55 мм, брюшко — 37—40 мм, заднее крыло — 30—34 мм. Глаза не соприкасаются. Задние крылья при основании заметно шире передних. Затылок без чёрных зубчиков мелкого размера в один ряд. Доплечевая полоса жёлтого или жёлто-зелёного цвета на груди тянется до самого основания средней пары ног. Брюшко в основании широкое, чёрное с жёлтой полосой от I до VII сегмента. Ноги преимущественного жёлтые. Бёдра и голени имеют развитые жёлтые продольные полоски. Крыловые треугольники на всех крыльях вытянуты по их длине

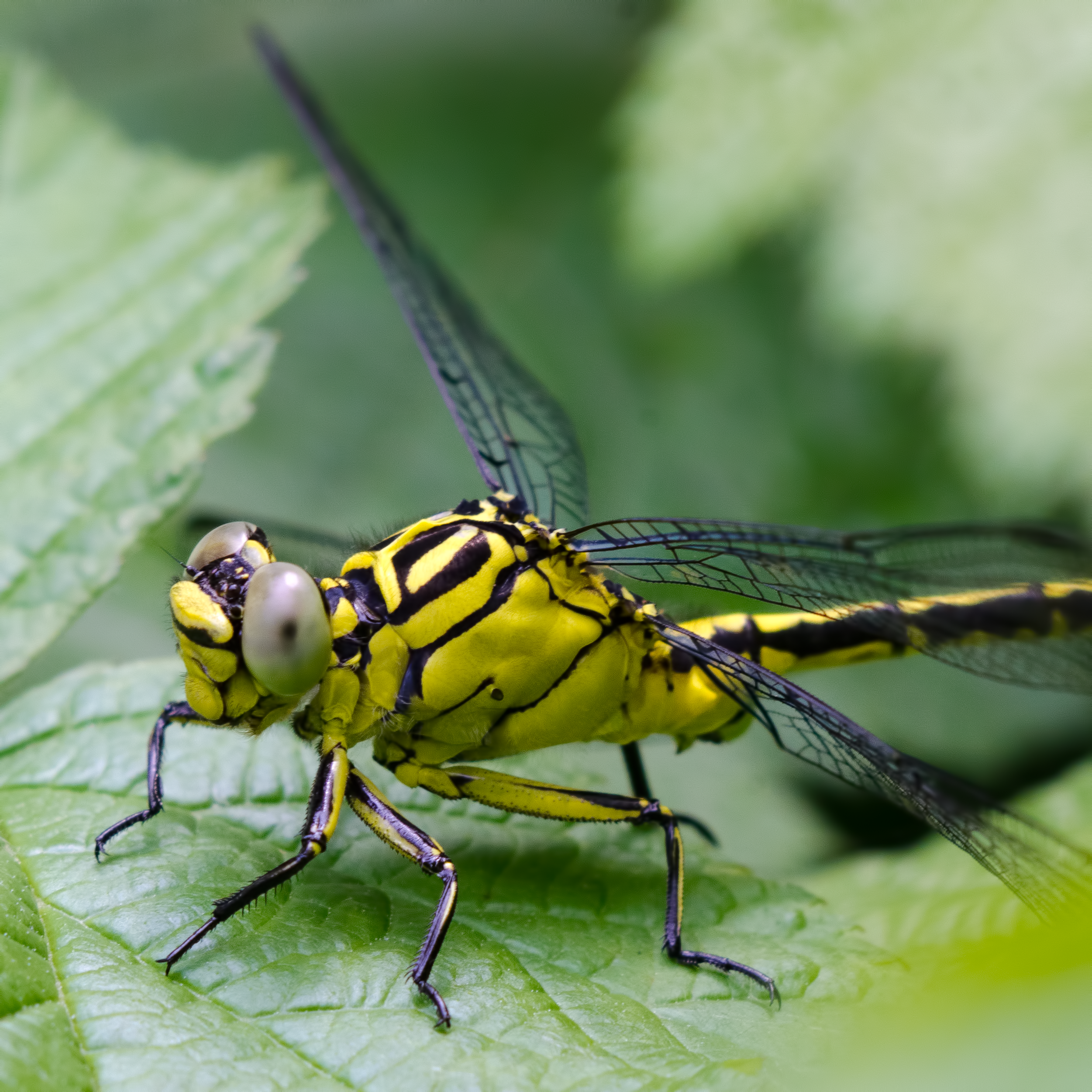

## Ареал
Южно-европейский вид. На территории России ареал охватывает юг Европейской части, Западную Сибирь. В Прибайкалье крайне редок, известен лишь по единичным находкам. Зарегистрирован в ряде областей Украины, но встречается редко.

## Биология
Время лёта: июнь — август. Вид предпочитает крупные медленно текущие реки, бухты в крупных озёрах с заметным течением, обширные заводи рек. Откладка яиц самками осуществляется без сопровождения самцов. Личинки преимущественно обитают в донном песчаном субстрате, содержащем детрит.